# Горькая любовь
«Горькая любовь» (苦恋) — киносценарий, драматическая пьеса, написанная Бай Хуа и Пэн Нином. Пьеса была опубликована в журнале «Октябрь» в 1980 году и готовилась к экранизации. Однако затронутая в ней тема «культурной революции» привела к огромной критике и политическим преследованиям авторов, съёмки фильма так и не состоялись, а авторы произведения утратили возможность публиковаться.
В пьесе рассказывается история молодого художника Лин Чэньгуана (Ling Chenguang, 凌晨光), который рано лишился родителей и перенёс много горестных испытаний в детстве и юности. В годы гражданской войны он был схвачен гоминьдановцами, но благодаря юной дочери рыбака избежал плена и затем сбежал за границу. За границей Лин стал известным художником, и на одной из своих выставок он случайно повстречал девушку, которая и была его спасительницей. Молодые люди поженились и после провозглашения КНР решили вернуться на родину, оставив всё нажитое состояние. В 50-е гг. Лин Чэньгуан находится на пике своей славы, однако «культурная революция» обрушивает на него новые испытания. Он и его семья влачат нищенское существование. После завершения «культурной революции» дочь Лина принимает решение уехать за рубеж, Лин противится этому, но дочь с упрёком задаёт ему вопрос: «Ты так любишь свою Родину, а любит ли она тебя так же?».
В 1976 году во время митинга на площадь Тяньаньмэнь Лин анонимно выступает с произведением «Цюй Юань спрашивает Небо» (屈原问天). Его начинают преследовать, от чего бывший художник вынужден постоянно скрываться в бегах и вести полубродяжнический образ жизни. В конце концов он замерзает в поле и перед смертью создаёт своё «последнее произведение» — ложится на землю в форме знака вопроса.
Прообразом Линь Чэньгуана послужил китайский художник Хуан Юнъюй (黄永玉).
Перевод киносценария на русский язык был опубликован Торопцевым («Киноискусство Азии и Африки», М., 1984, с. 173—219).